# Ogrodnica

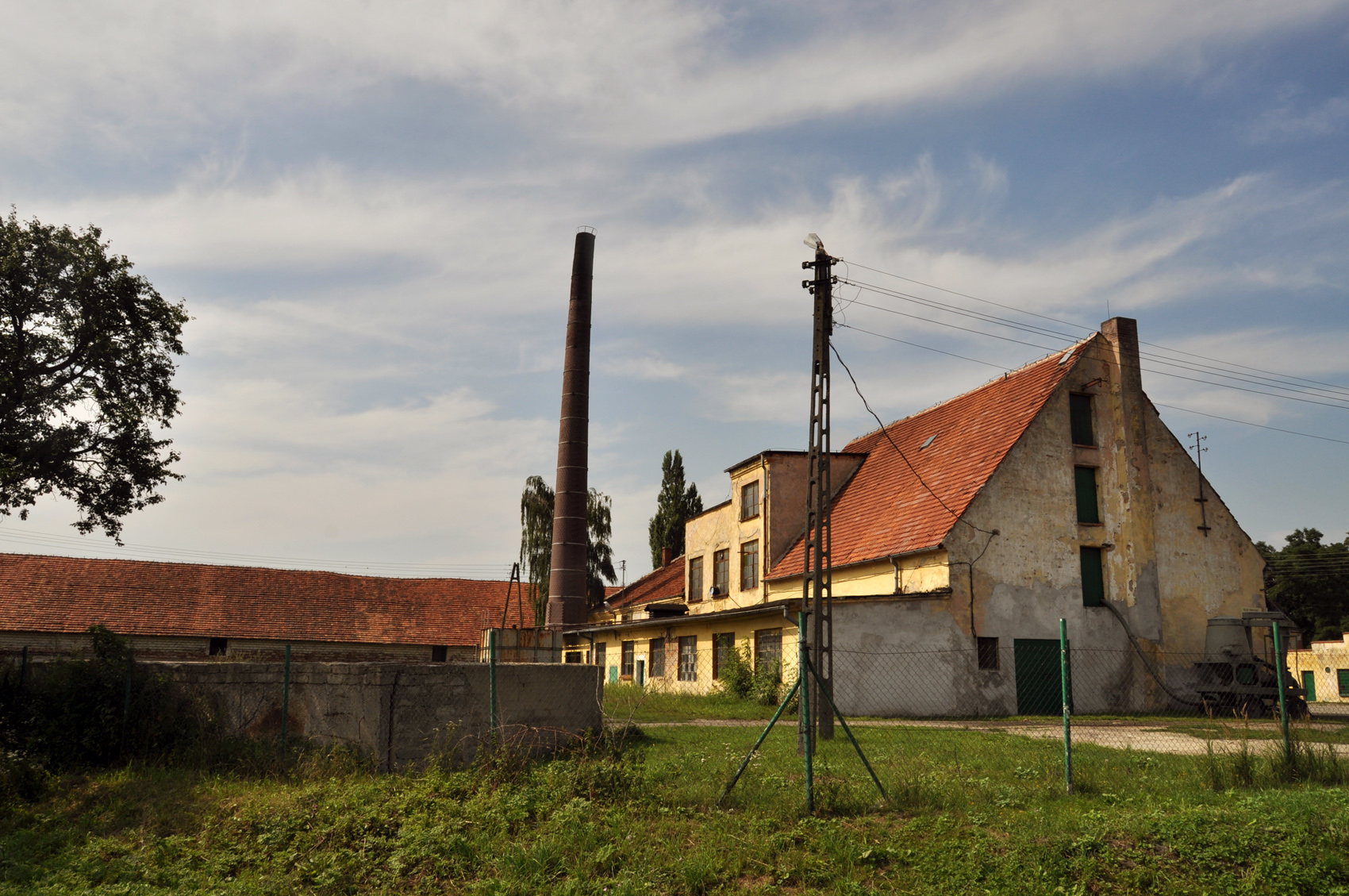
Budynki gospodarcze

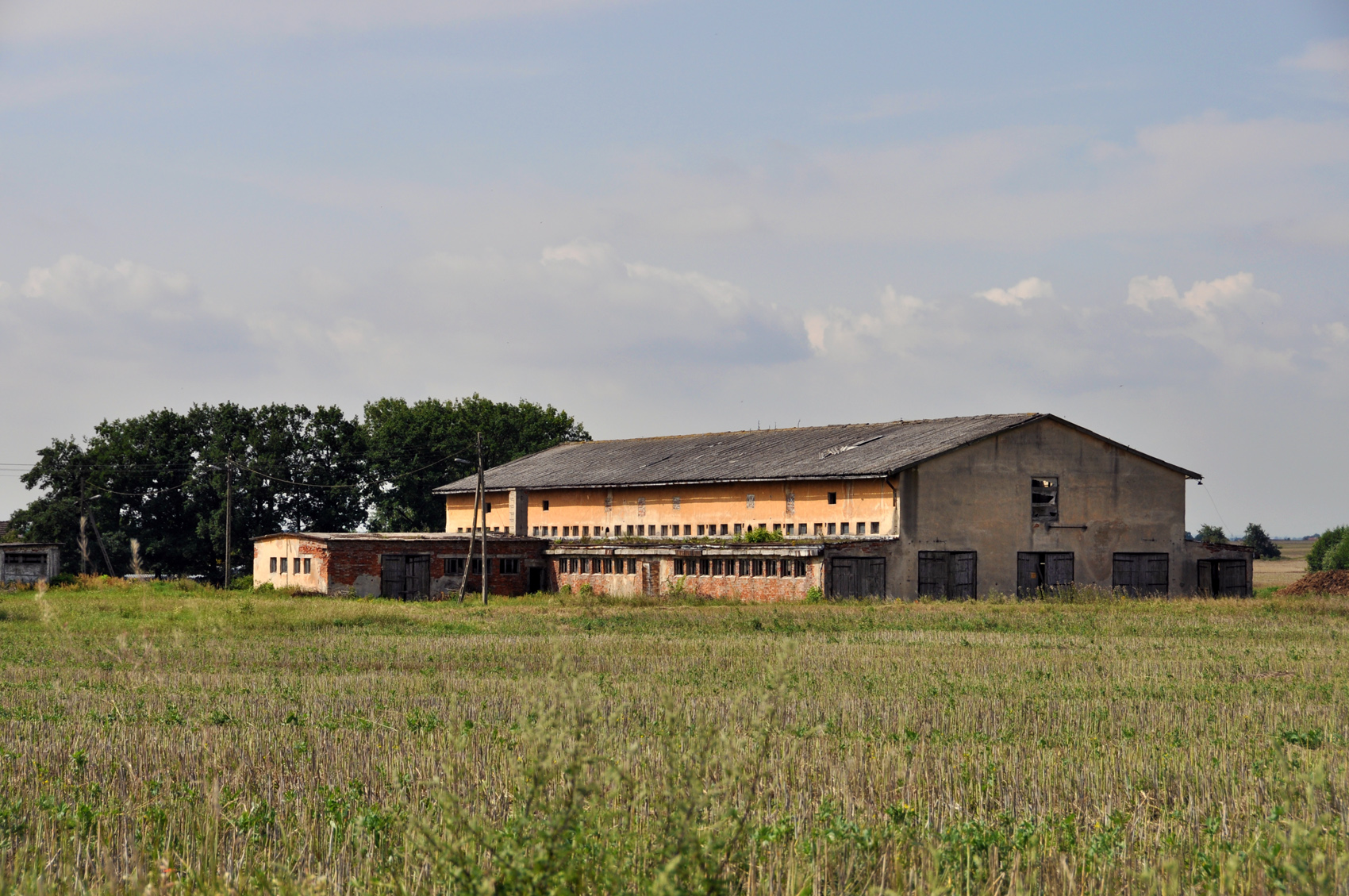
Obora w Ogrodnicy

Ogrodnica (niem. Schönau) – wieś w Polsce położona w województwie dolnośląskim, w powiecie średzkim, w gminie Środa Śląska.
W latach 1975–1998 miejscowość administracyjnie należała do województwa wrocławskiego.

## Położenie
Miejscowość położona jest w centrum Dolnego Śląska. W odległości około 2 km od wsi znajduje się droga krajowa nr 94 Wrocław-Zielona Góra-Szczecin.
- Najbliższe miasto: Środa Śląska (odległość: 3 km)
- Najbliższa stacja kolejowa: Środa Śląska (odległość: 6 km)

## Zabytki
- zespół dworsko-folwarczny
  - piętrowy dwór kryty dachem czterospadowy z lukarnami
  - park
  - folwark[5]